# McNish Island
McNish Island ist eine Insel vor der Südküste Südgeorgiens. Sie ist die größere zweier Inseln im östlichen Abschnitt der Cheapman Bay.
Der South Georgia Survey kartierte sie im Zuge seiner von 1951 bis 1957 durchgeführten Vermessungskampagne. Das UK Antarctic Place-Names Committee benannte sie 1958 als McNeish Island nach dem Schiffszimmermann Harry McNish (1874–1930), Teilnehmer an der Endurance-Expedition (1914–1917) des britischen Polarforschers Ernest Shackleton. Die Schreibweise wurde 1998 an diejenige in der Geburtsurkunde des Namensgebers angepasst.